# A-Division-Liga (Nepal)
Die A-Division League (ehemals Martyr’s Memorial ANFA A-Division League) war (außer in den Saisons 2011/12 und 2014/15) die höchste Spielklasse im nepalesischen Fußball. Seitdem ist die Nepal National League die höchste Liga des Landes. Ausgetragen wird die Liga unter ihrem heutigen Namen bereits seit 1954. Die Liga wurde zwischenzeitlich von Red Bull gesponsert und hieß „Red Bull A-Division League“. Aktuell spielt sie unter dem Namen „Qatar Airways Martyr's Memorial A-Division League“.
In den Saisons 2011/12 und 2014/15 war die Nepal National League die höchste nepalesische Fußballliga. Zwischen 2015 und 2018 wurde die Liga infolge des Erdbebens in Nepal 2015 nicht ausgetragen. Die Saison 2020/21 fiel aufgrund der Covid-19-Pandemie aus.

## Geschichte
Bereits in der Saison 1947/48 fand das erste offizielle Fußballturnier unter dem Namen Ram Janaki Fußballturnier in Nepal statt, ins Leben gerufen durch den damaligen Premierminister Padam Shamsher. Seit 1954 wird die Liga durch den nationalen Fußballverband geleitet. RCT gewann die Trophäe dreimal in Folge (1971–73). 1973 wurde die All Nepal Football Association gegründet. Anfänglich kam es immer wieder zu Unterbrechungen und Saisonausfällen aufgrund fehlender finanzieller Mittel oder anderer Gründe (zum Beispiel musste das Turnier in den 90er Jahren aufgrund politischer und wirtschaftlicher Unruhen für mehrere Jahre gestoppt werden). Aufgrund von Unstimmigkeiten innerhalb des Verbandes fand die letzte Meisterschaft in der Saison 2006/07 statt. Meister wurde erstmals der Mahendra Police Club. Eine Fortführung der Liga war für Oktober 2009 unter der Federführung der ANFA geplant. Der Nationale Sportverband NSC plante ebenfalls eine eigene Liga unter dem gleichen Namen wie der jetzigen. Die Vereine der Ligen sind gespalten und tendieren zwischen der ANFA und dem NSC, weshalb noch nicht klar war, welche Vereine letzten Endes in der für Oktober 2009 geplanten Liga der ANFA teilnehmen würden. Von 2010 bis 2014 wurde dann wieder gespielt, ehe die Meisterschaft erneut für vier Jahre ruhte. 2018/19 folgte dann eine erneute Spielzeit, in der der Manang Marsyangdi Club zum sechsten Mal die Meisterschaft gewann.

## Aktuelle Saison
An der Saison 2023 nahmen die folgenden 14 Vereine teil.
| - Church Boys United - Friends Club - Himalayan Sherpa Club - Jawalakhel Youth Club - Khumaltar Youth Club - Machhindra FC - Manang Marsyangdi Club |  | - Armed Police Force Club - Tribhuvan Army Club - Nepal Police Club - New Road Team - Sankata Boys Sports Club - Satdobato Youth Club - Three Star Club |

## Die Meister des Martyr's Memorial League Tournament seit 1955
| - 1955: Mahabir Club - 1956: Police Force - 1957: Police Force - 1958: Army XI - 1959–1960: nicht stattgefunden - 1961: New Road Team - 1962: nicht stattgefunden - 1963: New Road Team - 1964: Bidya Byama - 1965–1966: nicht stattgefunden - 1967: Mahabir Club - 1968: Friends Union - 1969: Deurali Club - 1970: Mahabir Club - 1971: Deurali Club |  | - 1972: Ranipokhari Corner Team - 1973: Ranipokhari Corner Team - 1974: Ranipokhari Corner Team - 1975: Boys Union Club - 1976: Sunakhari Athletic Club - 1977: Annapurna Club - 1978: New Road Team - 1979: Ranipokhari Corner Team - 1980: Sankata Boys Sports Club - 1982: Ranipokhari Corner Team - 1983: Annapurna Club - 1984: Ranipokhari Corner Team - 1985: Sankata Boys Sports Club - 1986: Manang Marsyangdi Club - 1987: Manang Marsyangdi Club |  | - 1988: nicht stattgefunden - 1989: Manang Marsyangdi Club - 1990–1994 nicht stattgefunden - 1995: New Road Team - 1996: nicht stattgefunden - 1997: Three Star Club - 1998: Three Star Club - 1999: nicht stattgefunden - 2000: Manang Marsyangdi Club - 2001: nicht stattgefunden - 2002: nicht stattgefunden - 2003: Manang Marsyangdi Club - 2004: Three Star Club - 2005: Manang Marsyangdi Club - 2006: Mahendra Police Club |  | - 2007: nicht stattgefunden - 2008: nicht stattgefunden - 2009: nicht stattgefunden - 2010: Nepal Police Club - 2011: Nepal Police Club - 2012: Nepal Police Club - 2013: Three Star Club - 2014: Manang Marsyangdi Club - 2015–2018: nicht stattgefunden - 2019: Manang Marsyangdi Club - 2020: Machhindra FC - 2021: nicht stattgefunden - 2022: Machhindra FC - 2023: Church Boys United |